# 汪廷英
汪廷英，仁和人，是一名清朝政治人物。
汪廷英曾于乾隆二年接替赵琳任兴化府知府一职，乾隆二年由王琬接任。